# أحمد بيضون
أحمد عبد اللطيف بيضون، (ولد سنة 1943 في بنت جبيل)، سياسي وكاتب وباحث ومؤرخ لبناني. 

## مسيرته
كان مع وضاح شرارة وفواز طرابلسي من أبرز قيادي حركة لبنان الاشتراكي. سنة 1970 اندمجت حركة لبنان الاشتراكي مع منظمة الاشتراكيين اللبنانيين لتشكل منظمة العمل الشيوعي في لبنان. أصبح بيضون عضوا في مكتبها السياسي لكنه ما لبث أن غادرها سنة 1973 مع شرارة. والده هو النائب السابق عبد اللطيف بيضون.

## حياته ونشأته
متزوج من عزة شرارة، شقيقة وضاح شرارة، ولهما بنتان توأم يعملان في ميدان علم الأحياء الجزيئية في الولايات المتحدة ويحملان الجنسية الأمريكية.

## مؤلفاته[8]
- مداخل ومخارج - مشاركات نقدية، المؤسسة الجامعية للدراسات والنشر
- اللقاء، دار الباحث للطباعة (1984)
- الأخلاط والأمزجة، المؤسسة الجامعية للدراسات والنشر (1988) (ديوان)
- الصراع على تاريخ لبنان أو الهوية والزمن في أعمال مؤرخينا المعاصرين، منشورات الجامعة اللبنانية (1989)
- بنت جبيل ميشيغان، دار العربية للتوثيق والدراسات والنشر(1989)
- ما علمتم وذقتم، المركز الثقافي العربي (1990)
- كلمن: من مفردات اللغة إلى مركبات الثقافة، دار الجديد (1997)
- تسع عشرة فرقة ناجية: اللبنانيون في معركة الزواج المدني، دار النهار للنشر (1999)
- الجمهورية المتقطعة، دار النهار للنشر (1999)
- مغامرات المغايرة: اللبنانيون طوائف وعرباً وفينيقيين، دار النهار للنشر (2005)
- معاني المباني في أحوال اللغة وأعمال المثقفين، دار النهار للنشر (2006)
- هذه الحرب...؛ محنة لبنان المتمادية في بيانين، دار الساقي للطباعة والنشر (2007)
- رياض الصلح في زمانه، دار النهار للنشر (2011)
- لبنان: الإصلاح المردود والخراب المنشود، دار الساقي للطباعة والنشر (2012)
- دفتر الفسبكة: نتف من سيرة البال والخاطر، شرق الكتاب (2013)
- الربيع الفائت: في محنة الأوطان العربية أصولاً وفصولاً، المركز العربي للأبحاث ودراسة السياسات - بيروت (2016)
- في صحبة العربية: منافذ إلى لغة وأساليب، دار الجديد (2019)

- “في السياســة الداخلية” من مؤلَّفات ميشيل شيحا. الأصل باللغة الفرنسيّة.

## وصلات خارجية
- أحمد بيضون على موقع أرشيف الشارخ.

روافد/الربيع العربي: مقابلة توثيقية مع أحمد بيضون على قناة العربية